# Jaksice (powiat miechowski)
Jaksice – wieś w Polsce, położona w województwie małopolskim, w powiecie miechowskim, w gminie Miechów.

## Integralne części wsi
| SIMC    | Nazwa     | Rodzaj    |
| ------- | --------- | --------- |
| 0251280 | Gałeczki  | część wsi |
| 0251297 | Góry      | część wsi |
| 0251305 | Koralówki | część wsi |
| 0251311 | Podgórze  | część wsi |

## Historia

Rycerz Wit przekazał dobra Jaksice klasztorowi w Miechowie.

Wieś położona w końcu XVI wieku w powiecie ksiąskim województwa krakowskiego była własnością klasztoru bożogrobców w Miechowie.
2 grudnia 1944 oddziały ukraińskie pod dowództwem oficerów niemieckich spacyfikowały wieś. Śmierć poniosło 8 mieszkańców.
Do 1954 roku siedziba gminy Miechów-Jaksice. W latach 1954–1972 wieś należała i była siedzibą władz gromady Jaksice. W latach 1975–1998 miejscowość należała administracyjnie do województwa kieleckiego.

## Zabytki
- Murowana kapliczka z okresu powstania styczniowego. Według tradycji ufundowana na pamiątkę przemarszu Apolinarego Kurowskiego z wojskiem, w 1863 roku[8].